# Vindula celebensis
Vindula celebensis är en fjärilsart som beskrevs av Butler 1874. Vindula celebensis ingår i släktet Vindula och familjen praktfjärilar. Inga underarter finns listade i Catalogue of Life.